# Шаджапур (округ)
Шаджапур (хинди शाजापुर जिला; англ. Shajapur) — округ в индийском штате Мадхья-Прадеш. Образован в 1947 году. Административный центр — город Шаджапур. Площадь округа — 6195 км². По данным всеиндийской переписи 2001 года население округа составляло 1 290 685 человек. Уровень грамотности взрослого населения составлял 70,9 %, что выше среднеиндийского уровня (59,5 %). Доля городского населения составляла 18,5 %.